# Воєвода (титул)

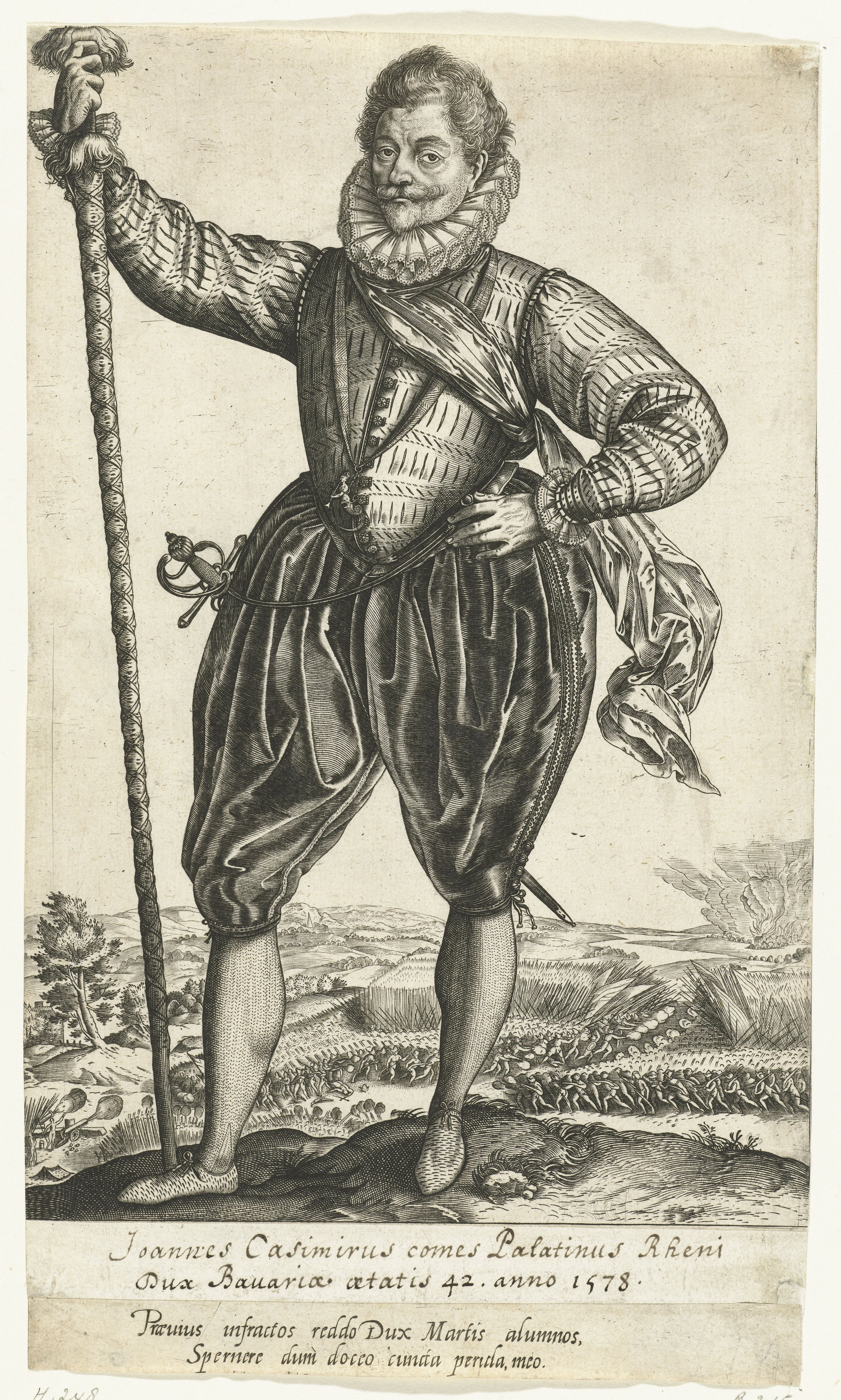
Йоганн Казимир капітан і придворний Баварського воєводства (гравюра з 1578 р.)

Воєвода — титул, що використовувався для позначення високопосадовців у середньовічних і ранньомодерних державах Центральної, Східної та Південної Європи. Воєводи виконували як військові, так і адміністративні функції, часто очолюючи воєводства — окремі адміністративні одиниці.

В Україні та на українських землях
До Люблінської унії 1569 року, яка інтегрувала значну частину українських земель до складу Речі Посполитої, система управління базувалася на традиціях Великого князівства Литовського та місцевих звичаях. Воєводи були представниками князівської влади, які поєднували адміністративні, військові та судові функції.
Після Люблінської унії українські землі увійшли до складу Речі Посполитої, де було створено воєводства, зокрема Київське, Волинське та Руське. Воєводи цих регіонів стали частиною польської адміністративної системи. Вони відповідали за організацію оборони, судочинство та управління державними маєтками. Проте їхня роль поступово зводилася до представницьких функцій, адже реальна влада в регіонах часто належала старостам.
Однією з посад, що втратила значення після унії, був підкоморій, який у Великому князівстві Литовському виконував важливу роль у земельному судочинстві. Після 1569 року посада підкоморія більше не призначалася на українських землях. Її було відновлено лише 1633 року за ініціативи великого князя Владислава IV, який повернув функції підкоморія як відповідника підкоморія надвірного коронного у Польщі.
Особливості титулу
Воєводи на українських землях, що входили до складу Речі Посполитої, мали обмежений вплив порівняно з аналогічними посадами у Великому князівстві Литовському чи інших європейських державах. Їхні функції переважно зводилися до адміністративного представництва, тоді як військові та господарські питання вирішувалися іншими посадовцями, зокрема старостами або каштелянами.
Попри це, система управління залишалася тісно пов’язаною з традиціями магдебурзького права в містах і Литовського статуту, які тривалий час застосовувалися на українських землях, навіть після переходу до складу Речі Посполитої.
Таким чином, титул воєводи на українських землях був адаптований до умов польської адміністративної системи, залишаючи слід в історичному розвитку регіону як ключова посадова одиниця періоду середньовіччя та раннього модерну.